# Je tire ma reverence
Je tire ma reverence (Îmi iau rămas bun) este o șansonetă⁠(d) franceză  cu muzică de Pascal Bastia și versuri de Jean Bastia. Pascal Bastia și Jean de Wissant.
Cântecul a făcut parte din opereta Le Groom S'en Chargera, a doua operetă a lui Pascal Bastia, care a avut premiera în 1935. Opereta nu a avut succes și nu a mai fost inclusă în repertoriul altor teatre. Cântecul  Je tire ma reverence, cântat inițial de René Smith, a devenit un succes, datorită interpretării lui Jean Sablon și a lui Jean-Claude Pascal 

## Text
Vous, mes amis, mes souvenirs,

Si vous la voyez revenir

Dites-lui que mon cœur lassé

Vient de rompre avec le passé.

Je tire ma révérence,

Et m'en vais au hasard,

Par les routes de France,

De France et de Navarre.

Dîtes lui que je l’aime

Que je l'aime. quand-meme

Et dites-lui trois fois

Bonjur, bonjour, bonjour pour moi .

Pourquoi faire entre nous
 
De grands adieux

Partir sans un regard

C’est beaucoup mieux

J'avais sa préférence,

J'étais son seul bonheur,

Hélas les apparences,

Et le sort sont trompeurs.

Un autre a pris ma place,
Tout passe, tout casse, helas

Des grands mots! Oh! Pourquoi?

Non, dîtes lui bonjour pour moi.

Si vous la rencontrez un jour

Rappelez-lui mon tendre amour

Moi je ne veux plus la revoir

Puisque j’ai  perdu tout espoir

Je tire ma révérence

Et m'en vais au hasard

Par les routes de France,

De France et de Navarre

Dîtes lui que je l’aime

Que je l'aime. quand-meme

Et dites-lui trois fois

Bonjur, bonjour, bonjour pour moi .

Elle croit 

que j'ai beaucoup de chagrin,

Aujourd'hui non,
 
mais peut être demain.

Je n'ai plus d'éspérance,

Je remporte mon coeur,

Par les routes de France,

De France ou bien d'ailleurs.

Dîtes lui que je l’aime

Que je l'aime. quand-meme

Et dites-lui trois fois

Bonjur, bonjour, bonjour pour moi .